# 比什金河 (傑爾庫爾河支流)
比什金河（羅馬化：Byshkin）是烏克蘭的河流，位於該國東部，發源自布魯西夫卡，屬於傑爾庫爾河的右支流，流經盧甘斯克州，河道全長26公里，流域面積474平方公里。